# Parliament House (Melbourne)
Pour les articles homonymes, voir Parliament House.

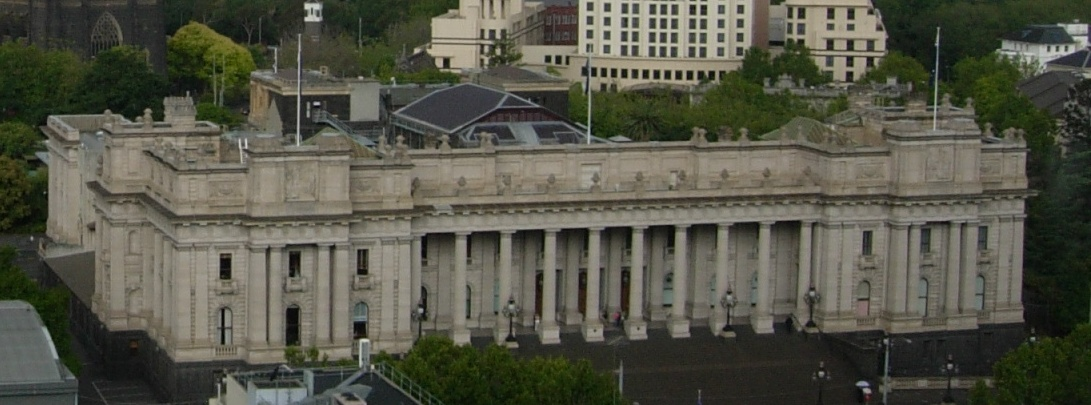
Parliament House, Melbourne

Parliament House à Melbourne en Australie, est le siège du Parlement de Victoria, depuis 1855 (sauf entre les années 1901 à 1927, où elle a été occupée par le Parlement fédéral). 
Il est situé le long de Spring Street à l'Est de la ville, à la lisière du centre-ville, et est le plus grand édifice édifié en Australie au XIXe siècle qui fonctionne encore comme bâtiment public. Il est considéré comme l'un des plus beaux exemples de l'architecture civile de l'Empire britannique.

## Historique

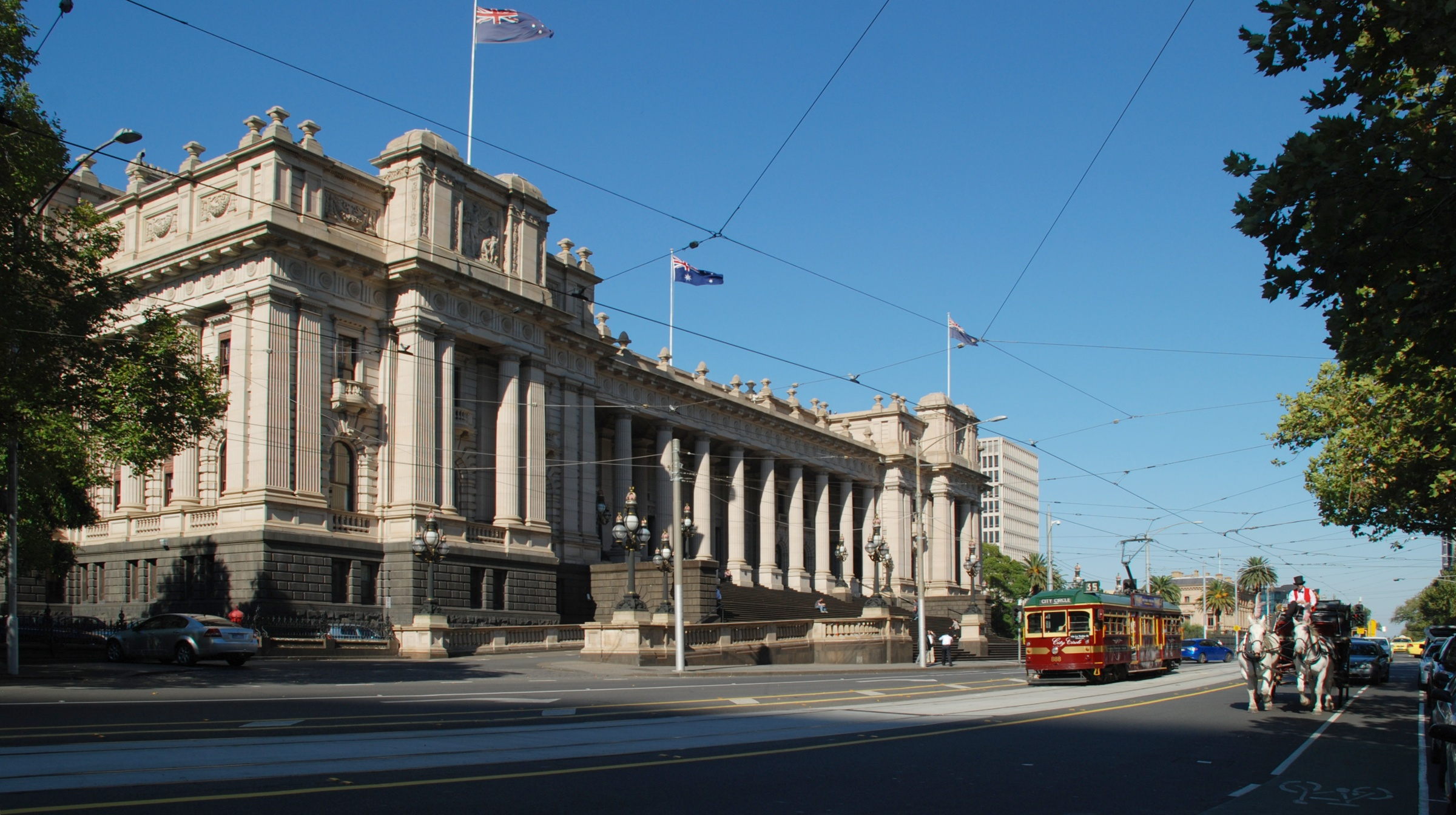
Parliament House et Spring Street

En 1851, avant même que la colonie du Victoria n'ait acquis sa pleine autonomie parlementaire, le gouverneur Charles de La Trobe chargea le géomètre de la colonie, Robert Hoddle, de sélectionner un site pour implanter les bâtiments pour accueillir le futur parlement. Hoddle choisit un site sur la colline à l'est de la ville au sommet de Bourke Street, ce qui à cette époque, lorsque les bâtiments avaient au plus deux étages, permettait d'avoir une vue d'ensemble de la ville. Un concours fut organisé pour la conception de l'immeuble, mais toutes les propositions furent rejetées et l'architecte du gouvernement, Charles Pasley, présenta sa propre proposition. Par la suite, des observateurs ont suggéré qu'il avait beaucoup emprunté à l'hôtel de ville de Leeds qui, aujourd'hui encore, est largement considéré comme l'un des plus beaux bâtiments publics au monde. Le design a été modifié plus tard par un autre architecte, Peter Kerr. 
En décembre 1855, la construction a commencé et le bâtiment a été achevé par étapes entre 1856 et 1929. Les chambres de l'Assemblée législative du Victoria et du Conseil législatif du Victoria ont été achevées en 1856, date à laquelle la Bourke Street séparait encore les deux chambres. La bibliothèque a été achevée en 1860, le grand Hall (aujourd'hui Queen's Hall) et le vestibule en 1879. Dans les années 1880, à la suite du grand boom déclenché par la ruée vers l'or dans l'État, il fut décidé d'ajouter une colonnade classique et un portique devant la façade, qui  donne à l'édifice son caractère monumental. Cela a été achevé en 1892. L'aile nord a été achevée en 1893 et des pièces de détente ont été ajoutées à l'arrière de l'édifice en 1929. 
Malgré sa longue durée de construction et l'évolution inévitable de sa conception, la construction d'aujourd'hui forme très bien une seule entité. La disposition des chambres, en particulier à partir de l'entrée principale jusqu'à la Queen's Hall est à la fois logique et visuellement impressionnante. 
Pasley et Kerr avaient prévu d'inclure un dôme, mais l'idée a été abandonnée quand une forte dépression a commencé en 1891, et le dôme n'a jamais été construit. De temps en temps, les gouvernements ont manifesté leur intérêt à compléter l'édifice par l'ajout de la coupole, mais ils en ont été dissuadés par le coût énorme de la construction. Le gouvernement de Jeff Kennett, élu en 1992, créa un comité pour examiner la construction de la coupole. En 1996, le gouvernement  et, le chef de l'opposition à l'époque John Brumby, conclurent un accord pour que la construction soit achevée au début du siècle, mais l'idée a été abandonnée lorsque les syndicats ne garantirent pas que le projet serait conduit sans conflits du travail.  
De 1901 à 1927 le Parlement a accueilli le Parlement fédéral, car la nouvelle capitale prévue par la Constitution australienne, n'existait pas encore et il y a eu des retards dans la recherche d'un site et le début de la construction. Au cours de ces années, le Parlement du Victoria se réunissait au palais royal des expositions, ce qui provoqua beaucoup de mécontentement.
Beaucoup des principaux événements du début de la période fédérale ont eu lieu dans ce bâtiment, y compris la formation du Parti travailliste australien, la «fusion» du parti libre-échangiste et du parti protectionniste pour former le Parti libéral du Commonwealth en 1909 et l'éclatement du Parti travailliste sur la conscription en 1916. Il faut noter aussi que le bâtiment a été le premier parlement à être équipé de cloches électriques pour appeler les membres du Parlement aux votes (installées vers 1877).